# Julie Kagawa
Julie Kagawa, född 12 oktober 1982 i Sacramento i Kalifornien, är en amerikansk författare, mest känd för att ha skrivit serien The Iron Fey bestående av fyra böcker: Järnkonungen, Järnprinsessan, Järndrottningen och Järnriddaren.

## Biografi
Kagawa, som är av japansk härkomst, flyttade till Hawaii med sin familj vid nio års ålder. För sin försörjning började hon arbeta i bokhandel men kom senare att arbeta med djur och arbetade under flera år med professionell hundträning innan hon började skriva på heltid. Kagawa bor (2016) med sin man i Louisville i Kentucky.

## Författarskap
Kagawa har skrivit både noveller och romaner. Tre noveller ingår i The Iron Fey-serien: Winters Passage, Summer’s Crossing och Iron’s Prophecy. År 2012 publicerades alla tre tillsammans som The Iron Legends. En kort novell för The Iron Fey-seriens beundrare publicerades under Alla hjärtans dag på Kagawas hemsida. Hon har också skrivit en uppföljande serie till The Iron Fey kallad Call of Forgotten. Den första boken, The Lost Prince, gavs ut i oktober 2012 och den andra, The Iron Traitor, gavs ut i oktober 2013.
I Kagawas vampyrserie, kallad Edens blod, gavs en första bok ut i april 2012 med titeln De odödligas regler. Den andra boken heter De odödligas hunger och kom i maj 2013. Serien har option på att bli en film av Joni Sighvatsson vid Palomar Pictures.
Kagawa har en egen Etsy-butik där hon säljer sina miniatyrfigurer. 

### The Iron Fey-serien
- The Iron King’’, roman, (2010)
- Winter's Passage, novell, (2010)
- The Iron Daughter, (2010)
- The Iron Queen, (2011)
- Summer's Crossing, novell, (2011)
- The Iron Knight, (2011)
- Iron's Prophecy, novell, (2012)
- The Iron Legends, samlingsvolym, (2012)

### Iron Fey: Call of the Forgotten-trilogin
- The Lost Prince (2012)
- The Iron Traitor (2013)
- The Iron Warrior (2015)

### Blood of Eden-serien
- Dawn of Eden, novell, (2013), publicerad i 'Til The World Ends
- The Immortal Rules (2012)
- The Eternity Cure (2013)
- The Forever Song (2014)

### Talon-serien
- Talon (2014)
- Rogue (2015)
- Soldier (2016)
- Legion (2017)
- Inferno (2018)

### Svenska utgåvor
Ett antal av Kagawas titlar finns även utgivna i svensk översättning (2012-2017).
- Järnprinsessan, översättning: Linda Silverblad, 2012.
- Järnkonungen, översättning: Hanna Svensson, 2012.
- Järndrottningen, översättning: Hanna Svensson, 2012.
- Järnriddaren, översättning: Linda Silverblad, 2016.
- Rebellerna, översättning: Thea Fält, 2016.
- Drakarna, översättning: Susanne Andersson, 2016.
- Soldaterna, översättning: Susanne Andersson, 2017.
- De odödligas hunger, översättning Linda Silverblad, 2017.
- De odödligas sång, översättning Thea Fält, 2017.
- De odödligas regler, översättning Helena Johansson, 2017.
- Legionen, översättning: Susanne Andersson, 2018.